# 犬塚稔
犬塚 稔（いぬづか みのる、1901年2月15日 - 2007年9月17日）は、日本の脚本家、映画監督である。最高齢の映画人であった。長谷川一夫のデビュー作と引退作の脚本を執筆し（デビュー作『稚児の剣法』 は監督兼任）、勝新太郎の当たり役『座頭市』の脚本家としても知られる。

## 来歴・人物

### 脚本家から監督へ
1901年（明治34年）2月15日、東京府東京市浅草区（現在の東京都台東区）花川戸に生まれ、台湾の台北市で少年時代を過ごす。父は『劇団新派』の前身の一つとされる『成美団』の座付作家・大須賀豊(本名・犬塚福太郎)だが犬塚が五歳の時に死別した。
成人して台北銀行（※犬塚本人の回想では台湾銀行）に就職するが、演劇に興味を持ち退職。演劇作家になるべく東京に戻ろうとするが、途中京都で出会った白井信太郎から映画の脚本家になることを強く勧められ、1924年（大正13年）1月、松竹下加茂撮影所の脚本部に入社。賀古残夢や野村芳亭などの監督作品の他、衣笠貞之助が監督した前衛映画『狂つた一頁』（1926年）の脚本なども手掛けた。
1927年（昭和2年）、新人俳優・林長丸（後の長谷川一夫）を松竹キネマ（現在の松竹）がスターとして売り出すことになった。白井は林を売り出す面白いチャンバラ映画の脚本を明日までに書いてくれと切り出し、犬塚は何とかこれを3日に伸ばしてもらい、林の「林長二郎」改名・映画デビュー作『稚児の剣法』の脚本を3日で書き上げた。白井はこの脚本を気に入り、犬塚に同作品の監督も命じた。こうして『稚児の剣法』は犬塚の監督デビュー作ともなった。また、犬塚は同作品のカメラマンとして、杉山公平の撮影助手を務めていた円谷英二を登用した。こうして『稚児の剣法』は、当時としては珍しい新人で固められた映画となった。この監督デビュー作は松竹の宣伝が功を奏したこともあって大ヒットし、以後犬塚も売れっ子監督として、阪妻プロや第一映画、松竹などを転々とする。

### 脚本家に専念
第二次世界大戦終戦後は東宝（宝塚映画）、大映で各1本ずつ監督した他は脚本業に専念。大映に移籍して、勝新太郎が個性派俳優に転機するきっかけとなった『不知火検校』の脚本を手掛け、更に子母澤寛の短編集『ふところ手帳』の1エピソードを膨らませた『座頭市物語』の脚本を執筆。時代劇のヒーロー座頭市の強烈なキャラクターを作り上げた。なお自身の著書では、子母澤は座頭市の些細な原案しか執筆しておらず、実質的な設定は犬塚自身が手掛けたと述べている。その説については支持する者も多いが異論もある。詳細は座頭市#裏話#原作を参照。
しかしシリーズが進むうちに勝や製作会社の大映との間で作品イメージをめぐって対立するようになり、『座頭市二段斬り』（1965年）を最後にシリーズを離れ、同時に映画界からも離れてテレビ時代劇に仕事の場を移すこととなる。その後も勝の懇願を受けて映画『新座頭市物語 折れた杖』やテレビシリーズ『座頭市物語』などの脚本を手掛けるが、1989年（平成元年）、松竹で製作された映画『座頭市』の脚本料をめぐって勝との間で訴訟沙汰となる（その後和解）。
以後、第一線から姿を消すが、映画史関連の各種インタビューでの露出や講演執筆活動は行っていた。2002年（平成14年）、NHK-BSのドキュメンタリー『「101歳のシナリオ」〜日本映画に生きた男・犬塚稔〜』で健在ぶりが紹介された。同年には自伝エッセイ『映画は陽炎の如く』も出版された。
晩年は滋賀県高島市安曇川地域に居住して執筆を続けていたが、2007年（平成19年）9月17日に老衰のため死去。106歳没（享年107）。

## 作品

### 脚本
- お辰の死(1924年) ※賀古残夢監督
- 煩悩の鑿(1924年) ※賀古残夢監督
- 黒法師(1924年) ※ヘンリー小谷監督
- 敵討恋の捕物 お藤の夫(1924年) ※賀古残夢監督
- 冬木心中(1924年) ※枝正義郎監督
- 権八と小紫(1924年) ※枝正義郎監督
- 高野長英(1924年) ※賀古残夢監督
- 坂本竜馬(1924年) ※大久保忠素監督
- 城木屋お駒(1924年) ※野村芳亭監督
- 阿部川の血煙(1925年) ※大久保忠素監督
- お伝地獄 前・中・後編(1925年) ※野村芳亭監督
- 平手造酒(1925年) ※大久保忠素監督
- 狂つた一頁(1926年) ※衣笠貞之助監督。衣笠、川端康成、沢田暁紅と共同脚本。
- 照る日くもる日 第一篇・第二篇(1926年) ※衣笠貞之助監督
- 稲妻双紙(1927年) ※衣笠貞之助監督
- 紫蜘蛛(1927年) ※山中武監督
- 鬼火 前篇・後篇(1932年) ※広瀬五郎監督
- 髪結新三(1932年) ※二川文太郎監督
- 情炎娘ごゝろ(1937年) ※古野英治監督
- 夕立銀五郎 前篇(1937年) ※近藤勝彦監督
- 花嫁月夜(1938年) ※近藤勝彦監督
- 緑の果てに手を振る天使(1951年) ※加戸敏監督
- 折鶴笠(1951年) ※冬島泰三監督
- 月から来た男(1951年) ※佐伯幸三監督
- 江戸恋双六(1951年) ※萩原遼・松田定次監督
- 花の三度笠(1954年) ※田坂勝彦監督
- 妻恋黒田節(1954年) ※荒井良平監督
- 酔いどれ二刀流(1954年) ※森一生監督
- 一本刀土俵入(1954年) ※佐々木康監督。鈴木兵吾と共同脚本。
- 伊太郎獅子(1955年) ※田坂勝彦監督
- 七つの顔の銀次(1955年) ※三隅研次監督
- 花ざかり男一代(1955年) ※森一生監督
- 鬼斬り若様(1955年) ※安田公義監督
- 踊り子行状記(1955年) ※安田公義監督。西条照太郎と共同脚本。
- お役者小僧 江戸千両幟(1955年) ※福田晴一監督。安田重夫と共同脚本。
- かんかん虫は唄う(1955年) ※三隅研次監督。吉田哲郎と共同脚本。
- いろは囃子(1955年) ※加戸敏監督。衣笠貞之助と共同脚本。
- 花の渡り鳥(1956年) ※田坂勝彦監督
- 花の兄弟(1956年) ※三隅研次監督
- 折鶴七変化(1956年) ※安田公義監督
- 続 折鶴七変化(1956年) ※安田公義監督
- 月形半平太 花の巻・嵐の巻(1956年) ※衣笠貞之助監督。衣笠と共同脚本。
- 続 花頭巾(1956年) ※田坂勝彦監督
- 稲妻街道(1957年) ※森一生監督。衣笠貞之助と共同脚本。
- 鳴門秘帖(1957年) ※衣笠貞之助監督。衣笠と共同脚本。
- 雪の渡り鳥(1957年) ※加戸敏監督
- ふり袖纏(1958年) ※三隅研次監督。吉田哲郎と共同脚本。
- 東海道の野郎ども(1958年) ※田坂勝彦監督
- かげろう笠(1959年) ※三隅研次監督
- 黒船 The Barbarian and The Geisha(1959年) ※台詞指導。ジョン・ヒューストン監督。
- お嬢吉三(1959年) ※田中徳三監督
- お役者鮫(1959年) ※加戸敏監督。衣笠貞之助と共同脚本。
- かげろう絵図(1959年) ※衣笠貞之助監督。衣笠と共同脚本。
- 関の弥太っぺ(1959年) ※加戸敏監督
- よさこい三度笠(1960年) ※安田公義監督
- 怪談累が淵(1960年) ※安田公義監督
- 不知火検校(1960年) ※森一生監督
- 一本刀土俵入(1960年) ※安田公義監督
- 唄は峠を越えて(1961年) ※西山正輝監督
- 木曽ぶし三度笠(1961年) ※加戸敏監督
- 鯉名の銀平(1961年) ※田中徳三監督
- 色の道教えます 夢三夜(1961年) ※加戸敏監督
- 座頭市物語(1962年) ※三隅研次監督
- 怪談夜泣き燈籠(1962年) ※田坂勝彦監督
- 抜打ち鴉(1962年) ※加戸敏監督。衣笠貞之助と共同脚本。
- 続・座頭市物語(1962年) ※森一生監督
- 破れ傘長庵(1963年) ※森一生監督。辻久一と共同脚本。
- 新・座頭市物語(1963年) ※田中徳三監督。梅林貴久夫と共同脚本。
- 江戸無情(1963年) ※西山正輝監督。村松正温と共同脚本。
- 座頭市兇状旅(1963年) ※潤色。田中徳三監督。
- 座頭市喧嘩旅(1963年) ※安田公義監督
- 座頭市あばれ凧(1964年) ※池広一夫監督
- いも侍 蟹右衛門(1964年) ※菊池靖・松野宏軌共同監督
- いも侍 抜打ち御免(1965年) ※松野宏軌監督
- 殴り込み侍(1965年) ※松野宏軌監督
- 座頭市二段斬り(1965年) ※井上昭監督
- 新座頭市物語 折れた杖(1972年) ※勝新太郎監督

### 脚本（テレビドラマ）
- 続 柔(1965年 - 1966年、日本テレビ)
- 銭形平次(1966年 - 1984年、フジテレビ)
  - 第11回『雨の中の男』(1966年)
  - 第39回『奪われた短筒』(1967年)
  - 第69回『多喜之助は何処に』(1967年)
  - 第73回『首なし仏』(1967年)
  - 第99回『今日の月』(1968年)
  - 第131回『浅野屋の娘』(1968年)
  - 第144回『消えた御用金』(1969年)
- 怪奇十三夜(1971年、日本テレビ)
  - 第3回『謎の幽霊御殿』(1971年)
- 座頭市物語(1974年 - 1975年、フジテレビ)
  - 第24回『信濃路に春は近い』(1975年)
- 新・座頭市 第1シリーズ(1976年～1977年、フジテレビ)
  - 第6回『師の影に泣いた』(1976年) ※岩元南と共同脚本
- 新・座頭市 第2シリーズ(1978年、フジテレビ)
  - 第18回『こやし道』(1978年)

### 監督
Category:犬塚稔の監督映画
- 『稚児の剣法』 : 1927年
- 『乱軍』 : 1927年
- 『板割浅太郎』 : 1927年
- 『破れ編笠』 : 1927年
- 『砂絵呪縛 第二篇・第三篇』 : 1927年
- 『仇討三羽烏』 : 1928年
- 『闇』 : 1928年
- 『新版薩摩歌』 : 1928年
- 『双影秘聞』 : 1928年
- 『開化異相』 : 1928年
- 『新撰組隊長近藤勇 第一篇』 : 1928年
- 『江戸の華お神楽半次』 : 1928年
- 『赤城颪』 : 1929年
- 『新撰組隊長近藤勇 第二篇』 : 1929年
- 『闇 後日譚』 : 1929年
- 『筆禍夢物語 高野長英伝』 : 1930年
- 『からす組 前篇』 : 1930年
- 『からす組 後篇』 : 1930年
- 『辰巳の小万』 : 1930年
- 『涙の街』 : 1930年
- 『十六夜清心』 : 1931年
- 『女難の与右衛門』 : 1931年
- 『悲恋火焔塚』 : 1931年
- 『旅草鞋故郷の唄』 : 1932年
- 『祭唄美代吉殺し』 : 1932年
- 『怪談 ゆうなぎ草紙』 : 1932年
- 『菊五郎格子 前篇』 : 1932年
- 『五右衛門の襲名』 : 1933年
- 『長脇差風景』 : 1933年
- 『祇園しぐれ』 : 1933年
- 『峠三里』 : 1933年
- 『心中木曽街道』 : 1933年
- 『浅太郎赤城颪』 : 1934年
- 『平太郎剣法』 : 1934年
- 『愛刀小松五郎』 : 1934年
- 『煙は靡く』 : 1935年
- 『天保安兵衛』 : 1935年
- 『砂絵呪縛 森尾重四郎 前篇』 : 1935年
- 『砂絵呪縛 森尾重四郎 後篇』 : 1936年
- 『お夏清十郎』 : 1936年
- 『旅の陽炎』 : 1937年
- 『元禄快挙余譚 土屋主税 落花の巻・雪解篇』 : 1937年
- 『白夜の血陣』 : 1937年
- 『初姿お神楽半次』 : 1938年
- 『維新の歌』 : 1938年
- 『新釈・唐人お吉 焚身篇』 : 1938年
- 『半七捕物帳 第一話 勘平の死』 : 1939年
- 『唐燈籠』 : 1939年
- 『唄祭浩吉節』 : 1940年
- 『紅梅二筋道』 : 1940年
- 『女の宿』 : 1941年
- 『元禄水滸伝』 : 1952年
- 『怪談深川情話』 : 1952年

## 原作映画
- 『忍法破り 必殺』 : 1964年

## 著書
- 『文政江戸町細見』、雄山閣、1985年 ISBN 4639004834
- 『映画は陽炎の如く』、草思社、2002年 ISBN 978-4794211040